# Syneches tuberculitibia
Syneches tuberculitibia är en tvåvingeart som beskrevs av Smith 1969. Syneches tuberculitibia ingår i släktet Syneches och familjen puckeldansflugor. Inga underarter finns listade i Catalogue of Life.